# Liz Allan
Liz Allan, nome completo Elizabeth Allan, è un personaggio dei fumetti creato da Stan Lee (testi) e Steve Ditko (disegni), pubblicato dalla Marvel Comics. Apparsa per la prima volta in Amazing Fantasy n. 15 (agosto 1962), fa parte del cast di comprimari di Spider-Man. Il suo cognome è spesso storpiato in Allen per motivi di pronuncia della lingua inglese, anche nei fumetti.

## Biografia del personaggio
Compariva nei primi numeri del fumetto come una adolescente bionda, con gli occhi azzurri. Figlia di un proprietario e direttore di un hotel, Liz cresce in un ambiente agiato ed è attorniata da ragazzi e fidanzata con il bullo della scuola, Flash Thompson. Inizialmente anche Liz prende in giro Peter Parker, per poi cominciare a sentirsene attratta quando Peter, grazie ai suoi nuovi poteri da ragno e alle sfide contro i suoi supernemici, acquista maggiore sicurezza e appare una persona differente agli occhi della gente che lo circonda. Liz arriva addirittura a difendere Parker in alcune occasioni, poiché era rimasta colpita dal coraggio del ragazzo, che si era fatto passare per Spider-Man per salvare la collega del Daily Bugle, Betty Brant, da cui cominciava a essere attratto, dal supercriminale Dottor Octopus. Betty e Liz divennero così rivali in amore, ma quest'ultima riuscì a ottenere un appuntamento da Parker, che però dovette dileguarsi per combattere l'Uomo Sabbia come Spider-Man.
Una volta diplomati, Liz confessò il suo amore a Peter lo stesso giorno in cui Spider-Man dovette affrontare per la prima volta Molten, alias Mark Raxton, fratellastro di Liz. Successivamente Liz segue dei corsi di infermieristica per poter accudire il fratellastro, che perdendo sempre di più la ragione finisce per affrontare nuovamente Spider-Man. Reincontrato per caso Peter, e oramai stressata per la situazione del fratellastro, Liz si sfoga col vecchio amico restaurando la loro vecchia amicizia.
Liz viene addirittura invitata al matrimonio della sua vecchia rivale, Betty Brant, che sposa il collega Ned Leeds. Qui incontra un amico di Peter, Harry Osborn. Ed è proprio Harry a proteggerla quando il criminale Mirage fa la sua entrata in scena. Successivamente i due iniziarono a uscire insieme. Anche Molten riapparve e obbligò la sorellastra a rubare dei medicinali di cui aveva bisogno. Scoperta in flagrante, Liz fu arrestata e liberata su cauzione in un secondo momento, solo per essere rapita dal fratellastro. Spider-Man la salvò anche in quest'occasione. Pentita di ciò che fece e temendo il giudizio di Harry, Liz ruppe con lui, solo per riappacificarsi e successivamente sposarsi.
Liz mantenne i suoi contatti con Parker tramite la sua identità segreta di Spider-Man, e fu proprio l'eroe ad andare in suo soccorso quando lei e Mary Jane Watson, furono rapite da Hobgoblin. Lo stress della situazione fu tale che Liz, incinta, partorì prematuramente ma tutto andò per il meglio, e il piccolo fu chiamato Norman Harold Osborn, i cui padrini furono i coniugi Parker. Anche Molten abbandonò la sua carriera criminale e trovò un impiego presso le Industrie Osborn grazie al cognato. Ma Harry Osborn cominciò a diventare mentalmente instabile e divenne nuovamente Goblin.
Liz negò la realtà dei fatti, ma la dovette affrontare quando Harry morì per avvelemento, grazie a una formula di Goblin modificata. Vedova e sola, Liz si assunse le responsabilità del marito presso le Industrie Osborn, dove si rivelò essere una donna d'affari dotata fino a quando Norman Osborn Sr., creduto morto, ritornò dall'Europa per perseguire la sua vendetta contro Spider-Man e ottenere rapidamente il controllo della sua vecchia società.
Ora Liz mantiene dei rapporti tesi con il suocero. Per un po' di tempo frequentò l'avvocato Foggy Nelson, finché Mysterio non lo manipolò, nel corso di una personale vendetta contro il giustiziere Devil, facendogli avere una relazione sentimentale con una sconosciuta. Sentendosi nuovamente tradita Liz lo abbandonò.

### Goblin Nation
Liz fuse la Oscorp con la Horizon Labs, creando così l'Alchemax.
Durante la guerra a New York tra Spider-Man e il re Goblin, Liz si allea con quest'ultimo, che utilizza l'identità di "Mason Banks" uno dei principali investitori dell'Alchemax per produrre un impero che il nipote possa ereditare. Dopo la sconfitta della Goblin Nation aiuta il suo ex-suocero ad evitare la cattura da parte di Spider-Man.

## Altri media

### Cinema
- Secondo l'adattamento letterario del film del 2002 Spider-Man, Liz Allan è la ragazza a cui Peter Parker, all'inizio del film, tenta di sedersi accanto sull'autobus, sentendosi dire "Non ci pensare proprio!". Il personaggio, interpretato da Sally Levi, viene citato nei titoli di coda come "ragazza sull'autobus".
- Una variazione di Liz Allan, ribattezzata Liz Toomes, appare nel film del Marvel Cinematic Universe Spider-Man: Homecoming, interpretato da Laura Harrier. Questa versione è una studentessa della Midtown Science High School, figlia del criminale Adrian Toomes, e guida la squadra di decathlon di cui fa parte Peter Parker, che ha una cotta per lei. Nel corso del film diventa una fan e sviluppa una cotta per Spider-Man prima di sviluppare un interesse romantico per Peter. Mentre Adrian scopre che Peter è Spider-Man, Liz ne rimane all'oscuro. Dopo che suo padre è stato arrestato, Liz e sua madre si trasferiscono in Oregon per volontà di suo padre.

### Televisione
- Liz appare per la prima volta nella serie animata Spider-Man - L'Uomo Ragno come amica e confidente di Mary Jane Watson. È attratta da Harry Osborn, anche dopo la sua breve esperienza da secondo Goblin. Liz partecipa al matrimonio di Peter Parker e Mary Jane, che però viene attaccato da Harry, tornato nel suo ruolo di secondo Green Goblin e minaccia di far saltare in aria la chiesa e tutti gli altri se non fosse stato celebrato un matrimonio tra lui stesso e MJ. Liz dice a Harry che i suoi amici gli vogliono bene e conclude dicendo che lei vuole essere più che un'amica per lui. Harry allora lascia ciò che stava facendo e torna all'ospedale dove aveva ricevuto le cure.
- Liz compare nella serie televisiva The Spectacular Spider-Man. All'inizio della serie, Liz è amica di Sally Avril e esce con Flash Thompson, ma mostra interesse per Peter Parker dopo che lui diventa suo tutor. Esprime persino un lieve rammarico dopo che viene respinto dai popolari. Dopo aver trascorso del tempo con Peter a Coney Island, rompe con Flash e si prende una cotta per Peter. Rivela in seguito i suoi sentimenti a Peter e lo bacia sulle labbra. Nell'episodio seguente, Peter e Liz iniziano a frequentarsi, ma le attività extracurriculari di Peter complicano la loro relazione, così come i suoi sentimenti per Gwen Stacy. La molla infatti per amore di Gwen, lasciandola arrabbiata e con il cuore spezzato; ma per fare bella figura con gli altri, fa sembrare che sia stata lei a lasciarlo. In questa incarnazione Liz è latina e lei e Mark sono fratelli biologici. Inoltre, a differenza della maggior parte delle sue versioni, all'inizio non è vicina a Mary Jane Watson, poiché Mary Jane voleva che Peter frequentasse Gwen.
- Liz riappare nella serie animata Spider-Man. Qui è mostrata come una studentessa della Midtown High School. In un episodio assume lo pseudonimo di "Screwball" per fare scherzi ad uomini d'affari; le sue buffonate mediatiche online attirano l'attenzione di Spider-Man e il fastidio di Testo di martello e Uomo Assorbente. Dopo la sconfitta di questi ultimi, Liz nei panni di Screwball afferma di star prendendo una pausa dai suoi video. In seguito è una delle migliaia di newyorkesi mutata in uomini ragno dai prodotti chimici di Jackal, ma viene curata da Miles Morales.